# ديفيد هودسون (قاضي)
ديفيد هودسون (بالإنجليزية: David Hodgson)‏ هو قاضي أسترالي، ولد في 10 أغسطس 1939 في سيدني في أستراليا، وتوفي في 5 يونيو 2012.